# Kaspar Waser
Kaspar Waser (* 1. September 1565 in Zürich; † 9. September 1625 ebenda) war ein Schweizer reformierter Theologe und Orientalist. An Zürichs theologischer Hochschule lehrte er Theologie, Griechisch und Hebräisch.

## Leben
Seine Eltern waren der Chirurgus Hans Waser und dessen Ehefrau Margaretha Wirz. Er studierte Sprachen, Naturwissenschaften und Mathematik sowie Theologie an verschiedenen Universitäten: von 1584 bis 1585 an der Universität Altdorf bei Nürnberg, 1585 bis 1586 an der Akademie in Genf, 1586 bis 1587 an der Universität Basel, 1590 in Siena und 1591 an der Universität Leyden. Mit einem Stipendium der Zürcher Hohen Schule versehen sowie als Hofmeister des Augsburger Patriziers Johann Peter Heinzel absolvierte er zwischen 1585 und 1593 umfangreiche Bildungsreisen, die ihn u. a. in die Niederlande, nach England, Irland und Schottland sowie nach Italien führten.
Waser machte 1593 sein Examen und wurde zuerst Pfarrer in Witikon, 1596 dann Diakon am Grossmünster und Professor für Hebräisch. Um 1607 wurde er Chorherr und Professor für Griechisch und 1611 schliesslich Professor der Theologie am Collegium Carolinum, der theologischen Hochschule Zürichs.
Nach dem Veltliner Mord (1620) war er mit der Rechnungsführung in Zusammenhang mit den in Zürich anlangenden Flüchtlingen betraut. Politisch setzte er sich für eine Verbindung Zürichs mit der deutschen protestantischen Union und der Republik Venedig ein und plädierte für den Anschluss an das Bündnis der Eidgenossenschaft mit Frankreich. Er unterstützte die Teilnahme Zürichs an der Synode von Dordrecht und pflegte eine umfangreiche Korrespondenz mit Gelehrten und kirchenpolitisch einschlägig informierten Kontakten.
Waser war verheiratet mit Dorothea Simler, der Tochter Josias Simlers, und der Vater des späteren Bürgermeisters Johann Heinrich Waser (1600–1669) sowie des Antistes Hans Caspar Waser (1612–1677). Die Malerin Anna Waser (1678–1714) war seine Urenkelin.

## Werke
Kaspar Waser verfasste Grammatiken des Hebräischen, des Chaldäischen und des Syrischen sowie Monographien über semitische Münzen und Masse. Neben verschiedenen theologischen Schriften setzte er die Chronik von Johannes Stumpf von 1586 bis 1606 fort und übersetzte mathematische Schriften von Leonhard Zubler (1563–1611) ins Lateinische. Sein theologisches Hauptwerk, das Lexicon biblicum, blieb unvollendet.